# Ísis Pop EC
Der Ísis Pop Esporte Clube war ein kurzlebiger Fußballverein aus São Paulo, der zu den Pionieren des Frauenfußballs in Brasilien zählte. Seine Farben waren Rot und Weiß.

## Geschichte
Der Club wurde 1982 von Newton de Castro Ribeiro gegründet, einem Geschäftsmann, Anwalt und ehemaligen Spieler des América Mineiro. Seine Ambition mit diesem Projekt war die Etablierung eines gleichwertigen Gegengewichts im Frauenfußball zum bekannteren EC Radar aus Rio de Janeiro. Als Trainer für seinen mit jungen Talenten rekrutierten Kader konnte er die Palmeiras-Legende César Maluco gewinnen. Im Wettbewerb um die erste von der Stadtverwaltung so betitelte Staatsmeisterschaft für Frauen von São Paulo 1983 erreichte das Team das Finale, unterlag dabei aber einer Spielervereinigung von Töchtern der lokalen Militärpolizei. Als Konsequenz daraus verstärkte Ribeiro sein Team mit Spielerinnen der Siegermannschaft. Nach einer 0:5-Niederlage im Prestigeduell gegen Radar, das von Rede Bandeirantes landesweit im Fernsehen übertragen wurde, warb er dem Rivalen kurzerhand einige Spielerinnen wie Mariléia dos Santos (alias „Michael Jackson“) ab.
Ungeachtet seines Engagements für Frauenfußball hatte Newton Ribeiro seine Abneigung gegenüber Homosexualität nicht verhehlt. Nachdem er von der lesbischen Beziehung zwei seiner Spielerinnen erfahren hatte, beendete er 1984 das Projekt. Die meisten Ísis-Spielerinnen schlossen sich darauf dem CA Juventus an, oder waren zu Radar zurückgekehrt.

## Verweise und Literatur
- Ísis desafia Radar. Placar, Nr. 727, S. 47, 27. April 1984, abgerufen am 5. Juli 2020.
- Professora de bola. Placar, Nr. 749, S. 50, 28. September 1984, abgerufen am 5. Juli 2020.
- Time das massagistas. Placar, Nr. 1119, S. 51, September 1996, abgerufen am 5. Juli 2020.
- Dimítria de Faria Coutinho, A história de muitas histórias. Suzana Cavalheiro e a imagem do futebol feminino no Brasil. São Paulo 2018. S. 12, 24.
- Euclydes Mello, Histórias e casos de sedução no futebol feminino. In: Um sabado no paraiso do swing. 2011.